# Artak od Iberije
Artak je bio kralj Iberije od 78. do 63. godine pr. Kr. Nalazi se u klasičnim izvještajima o Trećem mitridatskom ratu i poistovjećen je s Artagom  (gruz. არტაგ), Arikom (არიკ), Rokom (არიკ) ili Aderkom (ადერკ) u srednjevjekovnim gruzijskom analima.
Prema gruzijskoj povijesnoj tradiciji, bio je sin i nasljednik Aršaka I. iz dinastije Artaksida. Srednjovjekovni gruzijski izvještaj njegove vladavine kratak je i usredotočen na partansko razaranje njegova kraljevstva, dok klasični izvori mnogo bliži dotičnom razdoblju sadrže detaljan opis Artakova rata s Rimom na strani Mitridata VI. Pontskog i Tigrana Velikog, kralja Armenije.
Uznemiren rimskom okupacijom obližnje Albanije, Artak je obećao mir i prijateljstvo; ali rimski vojskovođa Pompej Veliki,  saznavši da se Artak potajno naoružava kako bi napao Rimljane dok su prelazili Kavkaz, u ožujku 65. godine prije Krista, napao je iberijske tvrđave Armazi i Cicamuri prije nego što je nastavio progoniti Mitridata. Iznenađeni Artak brzo je spalio most preko rijeke Kure i povukao se dalje u svoju zemlju. Pompej je zauzeo tvrđave i prešao rijeku, ali je naišao na žestok otpor iberijske vojske. Na kraju su Rimljani prevladali i, kad je Artak vidio da su i oni prešli rijeku Pelorus, vjerojatno modernu rijeku Aragvi, predao se i poslao svoje sinove kao taoce.
Na prijestolju ga je naslijedio Farnadžom II.